# Xã Douglass, Michigan
Xã Douglass (tiếng Anh: Douglass Township) là một xã thuộc quận Montcalm, tiểu bang Michigan, Hoa Kỳ. Năm 2010, dân số của xã này là 2.180 người.